# Kanji Tsuda
Kanji Tsuda (津田 寛治, Tsuda Kanji), né le 27 août 1965 à Fukui, est un acteur japonais.

## Filmographie partielle
- 1998 : Shark Skin Man and Peach Hip Girl (鮫肌男と桃尻女, Samehada otoko to momojiri onna?) de Katsuhito Ishii : Fukazume
- 1998 : Histoire d'avril (四月物語, Shigatsu monogatari?) de Shunji Iwai
- 1999 : Monday de Sabu : Kenji
- 2000 : Party 7 de Katsuhito Ishii : le réceptionniste
- 2001 : Distance (ディスタンス, Disutansu?) de Hirokazu Kore-eda : le frère aîné de Masaru
- 2002-2003 : Kamen Rider Ryuki (仮面ライダー龍騎, Kamen raidā ryūki?) : Daisuke Ōkubo
- 2002 : Dolls (ドールズ, Dōruzu?) de Takeshi Kitano : Hiro étant jeune
- 2002 : Mohō-han (模倣犯?) de Yoshimitsu Morita : Hiromi Kurihashi
- 2003 : Zatoichi (座頭市?) de Takeshi Kitano : le clown
- 2004 : Crying Out Love in the Center of the World (世界の中心で、愛をさけぶ, Sekai no chūshin de, ai o sakebu?) : Johnny
- 2005 : Kamen Rider The First (仮面ライダー THE FIRST, Kamen raidā za fāsuto?) de Takao Nagaishi : Bat
- 2006 : Gamera: The Brave (小さき勇者たち ガメラ, Chīsaki yūsha tachi: Gamera?) de Ryūta Tazaki : Kōsuke Aizawa
- 2008 : Personne ne veille sur moi (誰も守ってくれない, Dare mo mamotte kurenai?) de Ryōichi Kimizuka : Koichi Inagaki
- 2009 : April Bride (余命1ヶ月の花嫁, Yomei ikkagetsu no hanayome?) de Ryūichi Hiroki : Okada
- 2011 : Guilty of Romance (恋の罪, Koi no tsumi?) de Sion Sono : Yukio Kikuchi
- 2013 : Rokugatsudō no sanshimai (六月燈の三姉妹?) de Kiyoshi Sasabe : Tōru Hirakawa
- 2021 : Onoda, 10 000 nuits dans la jungle d'Arthur Harari : Hirō Onoda âgé
- 2018-2019 : Kamen Rider Zi-O (仮面ライダージオウ, Kamen raidā jiō?) : Daisuke Ōkubo

## Doublage
- 2008-2009 : Michiko to Hatchin (ミチコとハッチン?) : Hiroshi Morenos
- 2009 : Redline (レッドライン?) de Takeshi Koike : Anister "Trava" Travastila

## Distinctions
- 2003 : prix Blue Ribbon du meilleur acteur dans un second rôle pour Mohō-han et Kamen Rider Ryuki[1]